# Língua wolio
Wolio é uma língua austronésia falada em Bau-Bau na ilha Buton, sudeste de Celebes, Indonésia. Há alguns falantes em Sabah, Malásia. São cerca de 65 mil falantes da língua também chamada Buton. É uma língua de negociação e a primeira língua da corte do Sultão de Baubau. Hoje é uma língua oficial regional. 

## Falantes
Nas áreas rurais perto de Baubau, é falado por pessoas de todas as idades. Na cidade de Baubau, as crianças Wolio são mais propensas a falar indonésio. Também há falantes de Wolio nas ilhas de Muna e Pulau Makas

## Outros nomes
Wolio também é conhecido como Baubau, Buton, Butonese ou Butung. 

## Relações
Está intimamente relacionado com a Cia-Cia, que se fala na mesma região. O wolio já foi a língua da corte do sultanato de Baubau e agora é usado como língua franca entre várias tribos diferentes na ilha de Buton, incluindo Lowito, Pancana e Laiwu.

## Fonologia
A tonicidade é na penúltima sílaba. As cinco vogais são /i e a o u/.
| Labial | Apical | Laminal | Velar | Glotal |
| ------ | ------ | ------- | ----- | ------ |
| p      | t      | tʃ      | k     | ʔ      |
| ɓ      | ɗ      | dʒ      | ɡ     |        |
| mp     | nt     | ɲtʃ     | ŋk    |        |
| mb     | nd     | ɲdʒ     | ŋɡ    |        |
| m      | n      | ɲ       | ŋ     |        |
| β      | s      |         |       | h      |
|        | l, r   |         |       |        |

/b, d, f/ só existem em palavras de origem estrangeira, principalmente do Árabe. /β/ é transcrito como w, /tʃ/ c. /r/  é uma Vibrantel.

## Escrita
Wolio foi escrita com uma versão do alfabeto árabe no passado, e seu vocabulário inclui palavras emprestadas do árabe. 
Às vezes também era escrito com as escritas Lontara e a de Macássar
Hoje  é escrit com o alfabeto latino sem usar Q, V, X, Y, Z; usa as formas Bh, Dh, Mb, Mp, Nc, Nd, Nj, Nt, Ngg, Ngh, Nh

## Gramática
Wolio personal pronouns have one independent form, and three bound forms.
|             | independente | sujeito | objeto | possessivo |
| ----------- | ------------ | ------- | ------ | ---------- |
| 1.sg.       | iaku         | ku-     | -aku   | -ngku      |
| 2.sg.       | ingkoo       | u-      | -ko    | -mu        |
| 3.          | incia        | a-      | -a/-ia | -na        |
| 1.pl. incl. | ingkita      | ta-     | -kita  | -ta        |
| 1.pl. excl. | ingkami      | ta-     | -kami  | -mami      |
| 2.pl.       | ingkomiu     | u-      | -komiu | -miu       |

O número não é distinguido na terceira pessoa. Opcionalmente, o número plural pode ser expresso por meio do marcador plural manga: manga incia "eles".

## Amostra de texto
•	Pia wuliqa o daoa i Baubau sa’aharḏi?
•	O daoa saeo saeo i Baubau.
•	Opea iasona maqa mia?
•	Maqa mia aaso sagala giu: bae, kaitela, wikau, tagambiri, paqana, taḇako, matigi, kapulu, ndamu, paqawa, rabuta, bajubaju te sagiu sagiuna.
Português
•	• Quantas vezes por semana é realizada uma feira em Baubau?
•	• Há um mercado em Baubau todos os dias.
•	• O que as pessoas vendem?
•	• As pessoas vendem todos os tipos de coisas: arroz, milho, mandioca, gambier, areca, tabaco, limão, picadores, machados, velas, cordas, roupas, etc..The Wolio Language: Outline of Grammatical Description and Texts